# 湖水地方

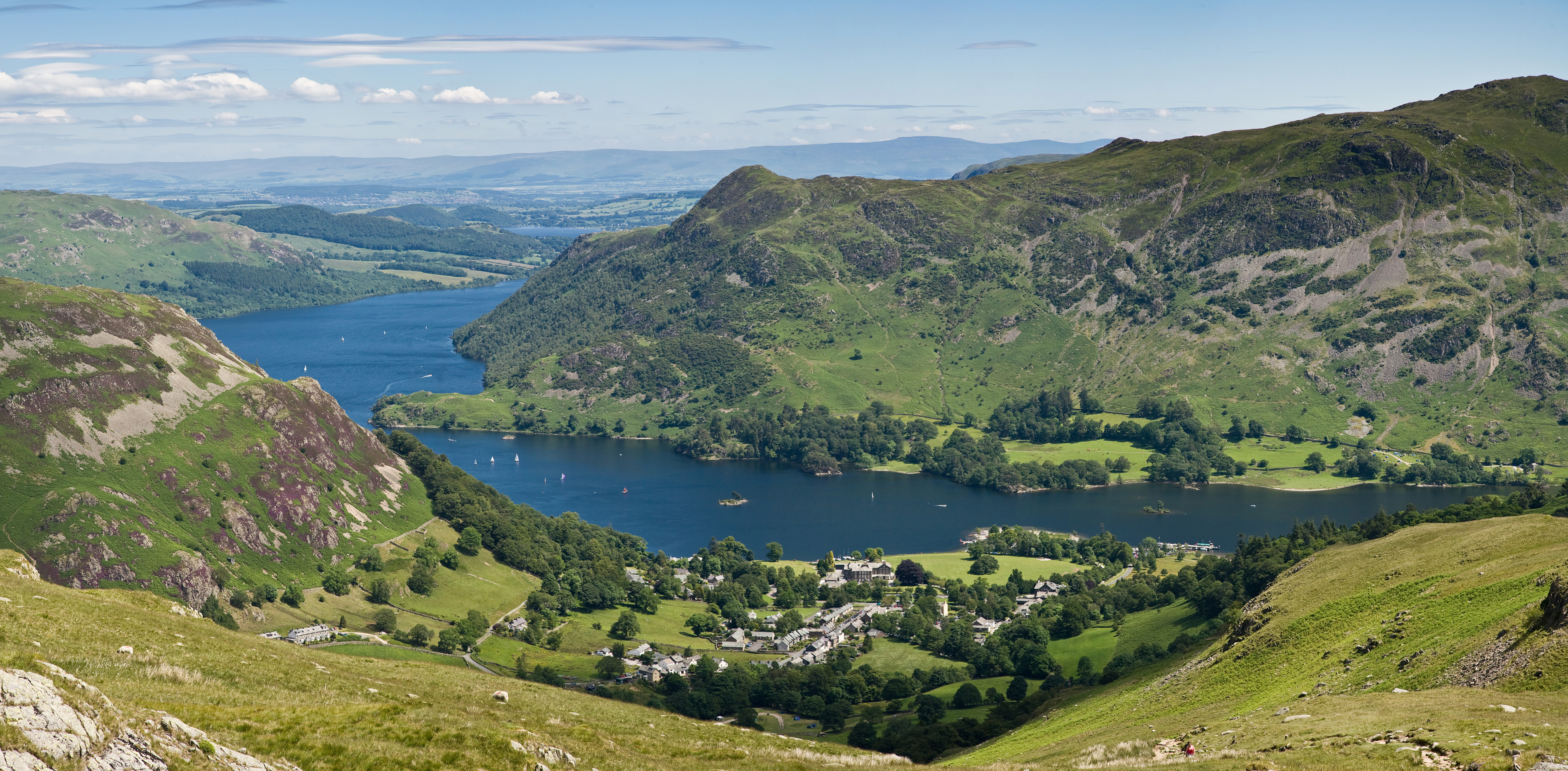
6月の湖水地方

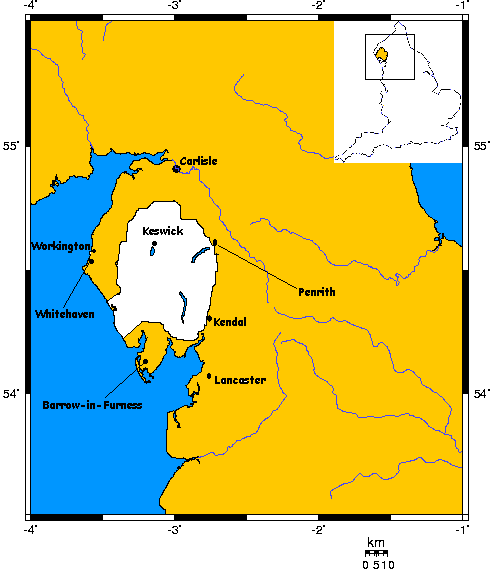
湖水地方の位置

湖水地方（こすいちほう、英: Lake District）は、イングランドの北西部・カンブリア郡に位置する地域の名称である。

## 概要
氷河時代の痕跡が色濃く残り、渓谷沿いに大小無数の湖が点在する風光明媚な地域で、イングランド有数のリゾート地・保養地としても知られる。The Lakes、Lakelandなどとも呼ばれる。
湖水地方のほとんどの地域に相当する約2,300平方キロメートルは、1951年にレイク・ディストリクト・ナショナル・パーク (Lake District National Park) と呼ばれるナショナル・パーク（National Park、日本の国立公園に相当）に指定された。イングランドとウェールズにある13のナショナル・パークにおいては最も広い面積を持ち、イギリス全体でみてもスコットランドにあるケアンゴーム・ナショナル・パーク (Cairngorms National Park) に次いで2番目の広さを誇る。その範囲が2017年に世界遺産リストに登録された。

## 地理

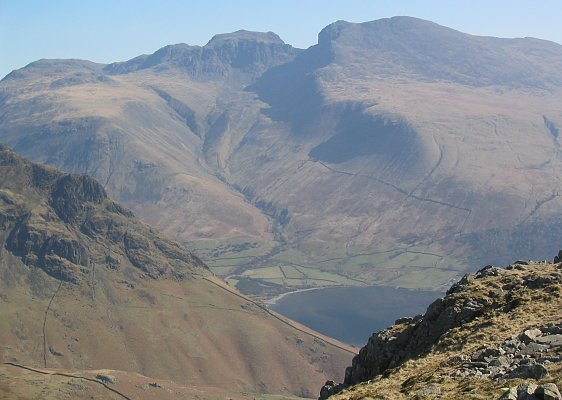
スコーフル・パイクとU字谷

湖水地方は今から約15,000年前の最終氷期の終了とともに形成されたと考えられている。氷河が衰退するとそのあとには氷河が土砂を削り取ったU字谷や圏谷が残る。これらはその多くが水を貯めこみ湖となった。湖水地方近辺は緯度が高く、平均気温が低いために遷移が進みづらく湖とならなかった部分は岩場やムーアが形成されてシダなどが繁茂した。森林限界以下にはオークが茂り、19世紀にはマツのプランテーションが開かれた。標高800mから900mあまりの山がいくつもあり、イングランド最高峰のスコーフル・パイク（標高978m）を擁し、イングランドでもっとも深い湖もある。
また、地形は以下のようにいくつかの区分に分けられている。

### 北西高原 （north western fells）

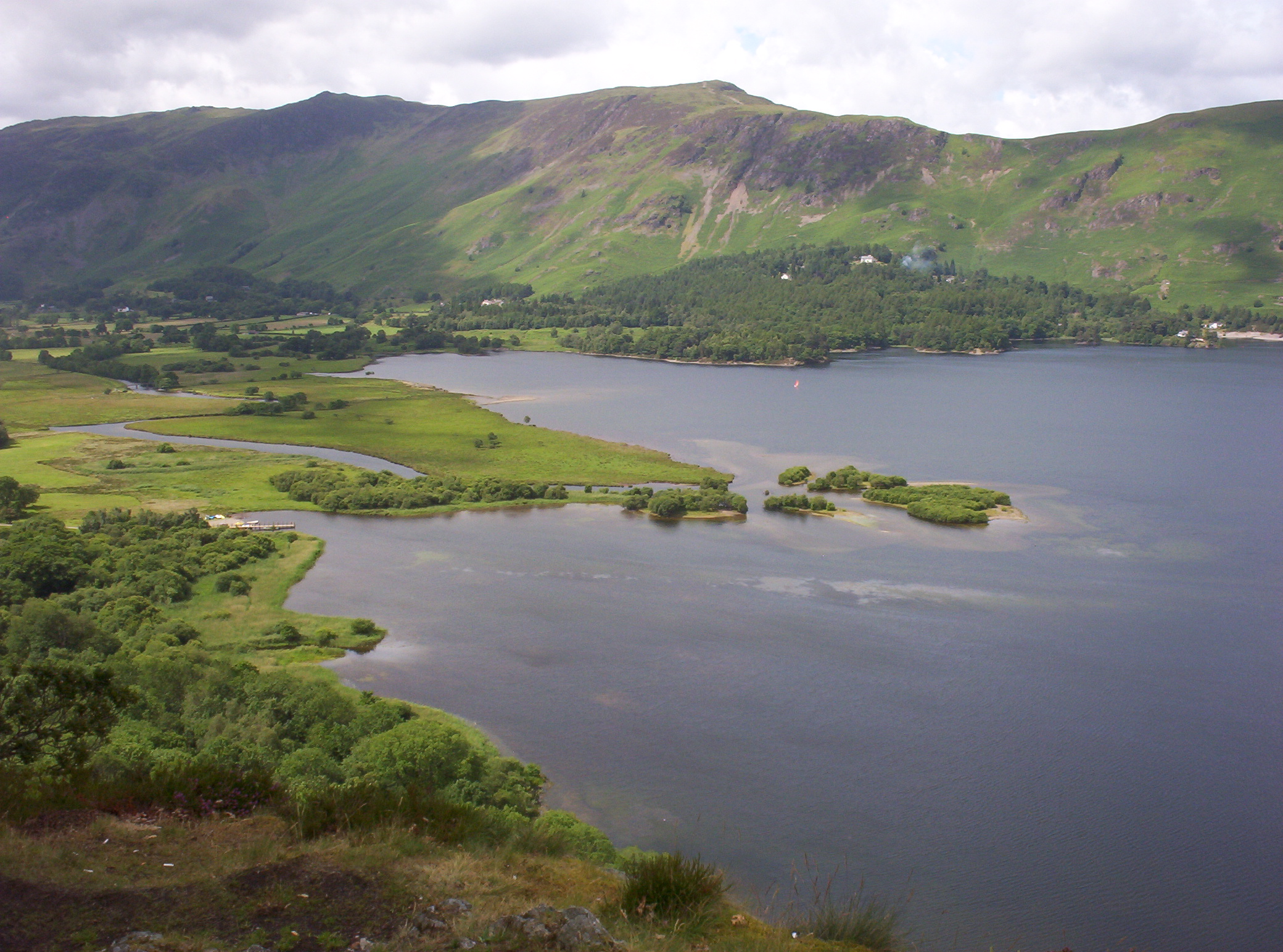
ダーウェントウォーター（Derwent water）を南側から見た景色）

北西高原は湖水地方の北西部、ボロウデール（Borrowdale、渓谷）やBassenthwaite Lakeから、バターミア（Buttermere、湖）までの間の地域を指す。

## 気候
イギリス気象庁の観測によると、湖水地方の平均降水量は年間2,000mmということであるが、地域によって大きな差がありボローデール（ボロー渓谷）に位置するセスウェイト集落が最も多く年間3,300mm程度、場所によっては5,000mmを記録するのに対し、東側のペンリス（厳密には湖水地方から外れる）では1,000mmに満たないという。3月から6月にかけてが降水量が少なく、10月から1月にかけて多い。
月別平均気温は1月の 3℃（37°F） が最低で、7月の 15℃（59°F） が最高である。湖水地方はロシアのモスクワとほぼ同緯度だが、北大西洋海流の影響でモスクワよりも温暖である。このため山間部を除けば、雪が積もることもほとんどない。ただし、年間を通じて霧が発生し日中に平均2.5時間、沿岸部では平均4時間程度は霧に包まれる。

## 地質
湖水地方の地質はとても複雑であるがよく研究されている。北西から南東へ時代が新しくなる地層で3区分される。最古の地層は約5億年前のオルドビス紀前期の泥岩で、Skiddawスレートと称されてきた。中部はオルドビス紀後期の泥岩と火山岩からなり、南東部はシルル紀にまでさかのぼる泥岩と砂岩で、縁辺では石炭紀の石灰岩も含み特徴的な地形をつくる。

## 動植物

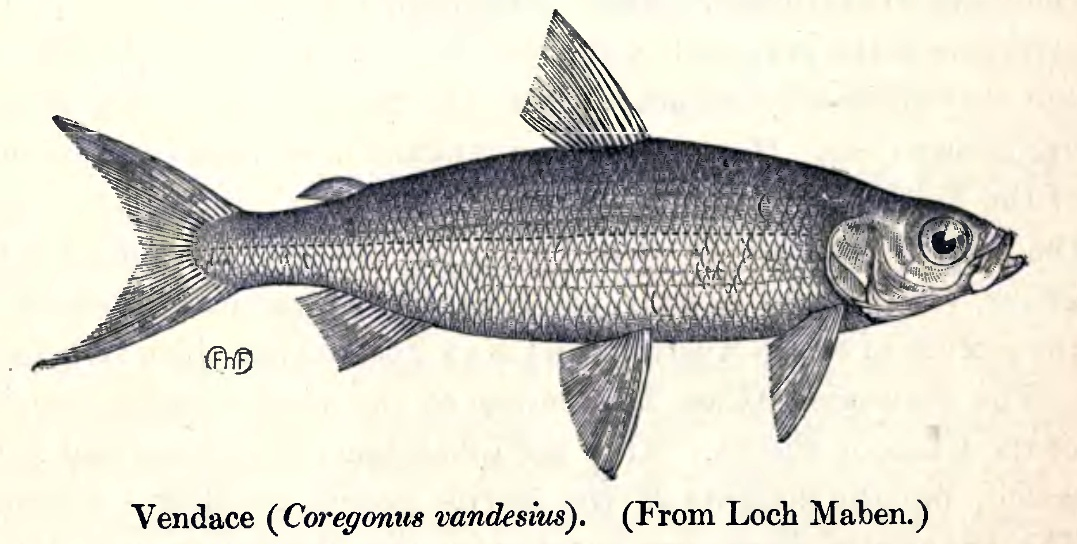
ヴェンデイス Vendace は、イングランドの湖水地方のみに存在する希少種。

湖水地方には多くの動植物が生息している。キタリス（現地ではレッド・スクレイルと呼ぶ。赤いリスの意）は最も多くみられる動物の一つである。植物は貧栄養地を好む食虫植物の仲間が多い。魚ではサケ科の3種、ヴェンデイス（Coregonus vandesius）、Schelly、ホッキョクイワナが貴重である。特にヴェンデイスはバセンスウェイト湖、ダーウェントウォーターの2か所でしか確認されていない。これらの希少種の保護を目的に14の湖で生き餌やルアーによる釣りを禁止する条例が2002年6月より施行された。外来種の問題は特に魚において顕著である。スズキ目のラッフ （英: ruffe、学名: Gymnocephalus cernua）は、ほかの魚の卵を食べてしまうという点で脅威となっており、特に産卵から孵化まで120日もかかるヴェンデイスでは深刻な問題となっている。
もっともイギリス固有の動植物は種レベルで見た場合の「固有種」では0と言われており、一般的な種類は他の地域やヨーロッパの大陸部（アルプス山脈以北）でも見られる。

## 産業
新石器時代の湖水地方は石斧の産地だったと考えられている。
牧畜、特にヒツジの牧畜はローマ時代より続くこの地域の主要産業である。現在ではヒツジは肉や羊毛で地域経済を支えるだけでなく、観光客が求める風景の一部にもなっている。各地で見られる石垣も元はと言えばヒツジが逃げ出さないように建てられたものだ。2001年に大流行した口蹄疫は牧場主に大きな打撃を与えた。これは湖水地方で用いられていたフェンスの貼り方に問題があり、山頂側はフェンスを張らず通電させなかったことにある。これが山を越えて行き来する一部のヒツジ同士で接触を招き感染が拡大したとされている。以後、山頂部にもフェンスを張り通電させるようになっている。
鉱業は銅や鉛を産出する。また重晶石（主成分：硫酸バリウム）、グラファイトや粘板岩（スレート）を産する。湖水地方の伝統的な家屋ではスレートを薄くしたもの積み重ねて外壁を構成している。
19世紀になると織物の原料につかう糸巻き（ボビン）の生産が盛んであったが、20世紀に入ると交通機関の発達により主要な産業は観光業に移り、それが今日まで続いている。

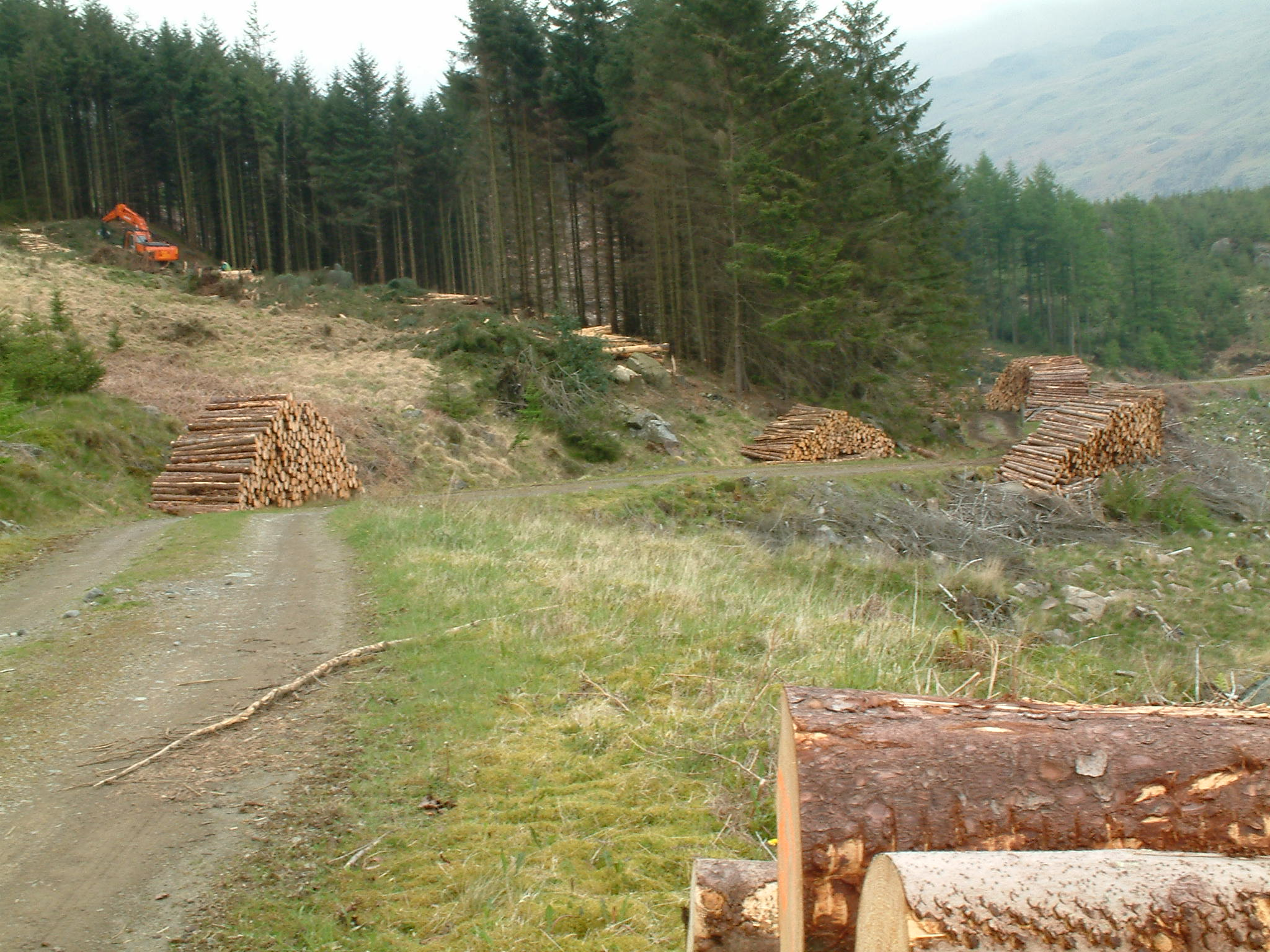
植林地の伐採
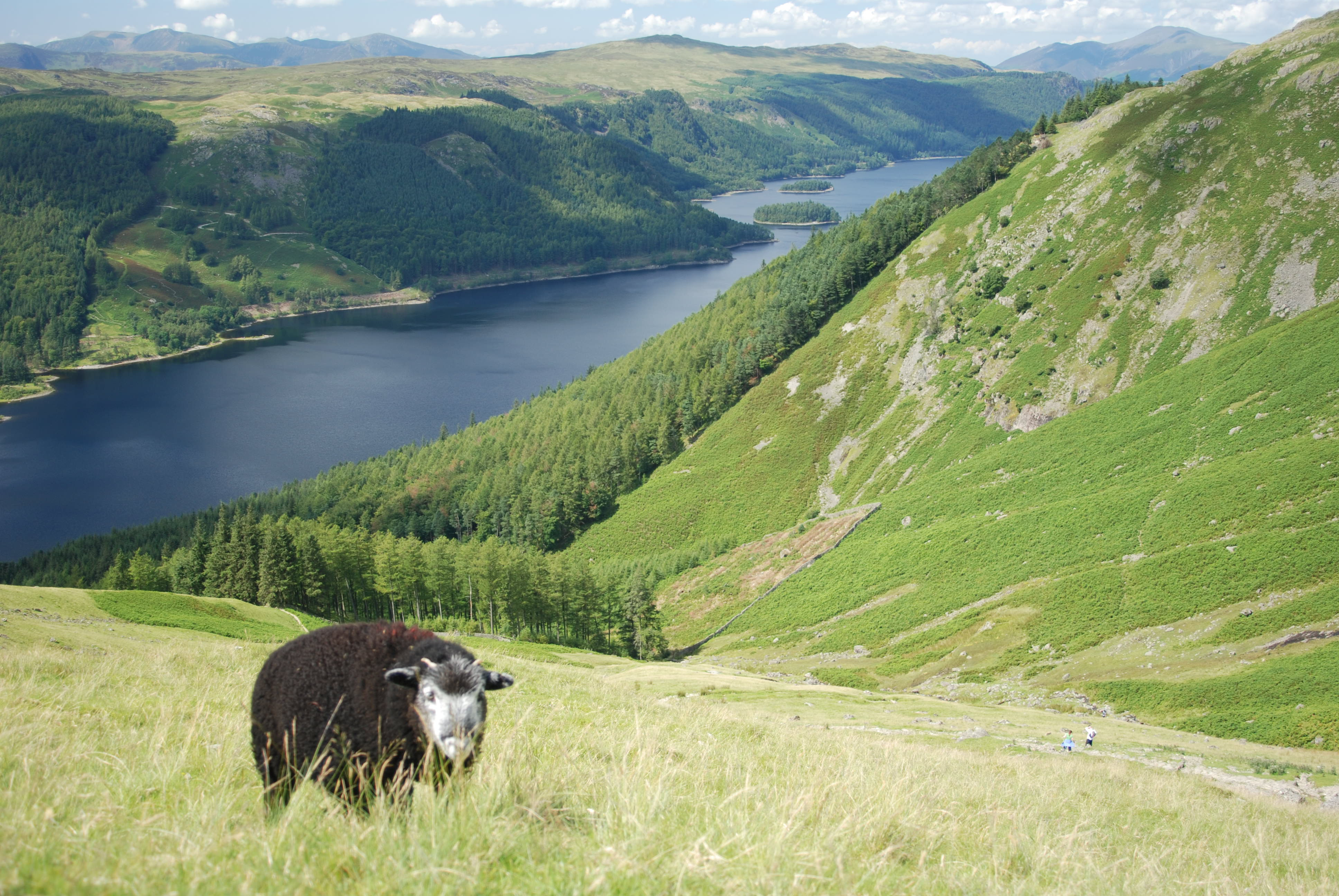
草を食む羊。
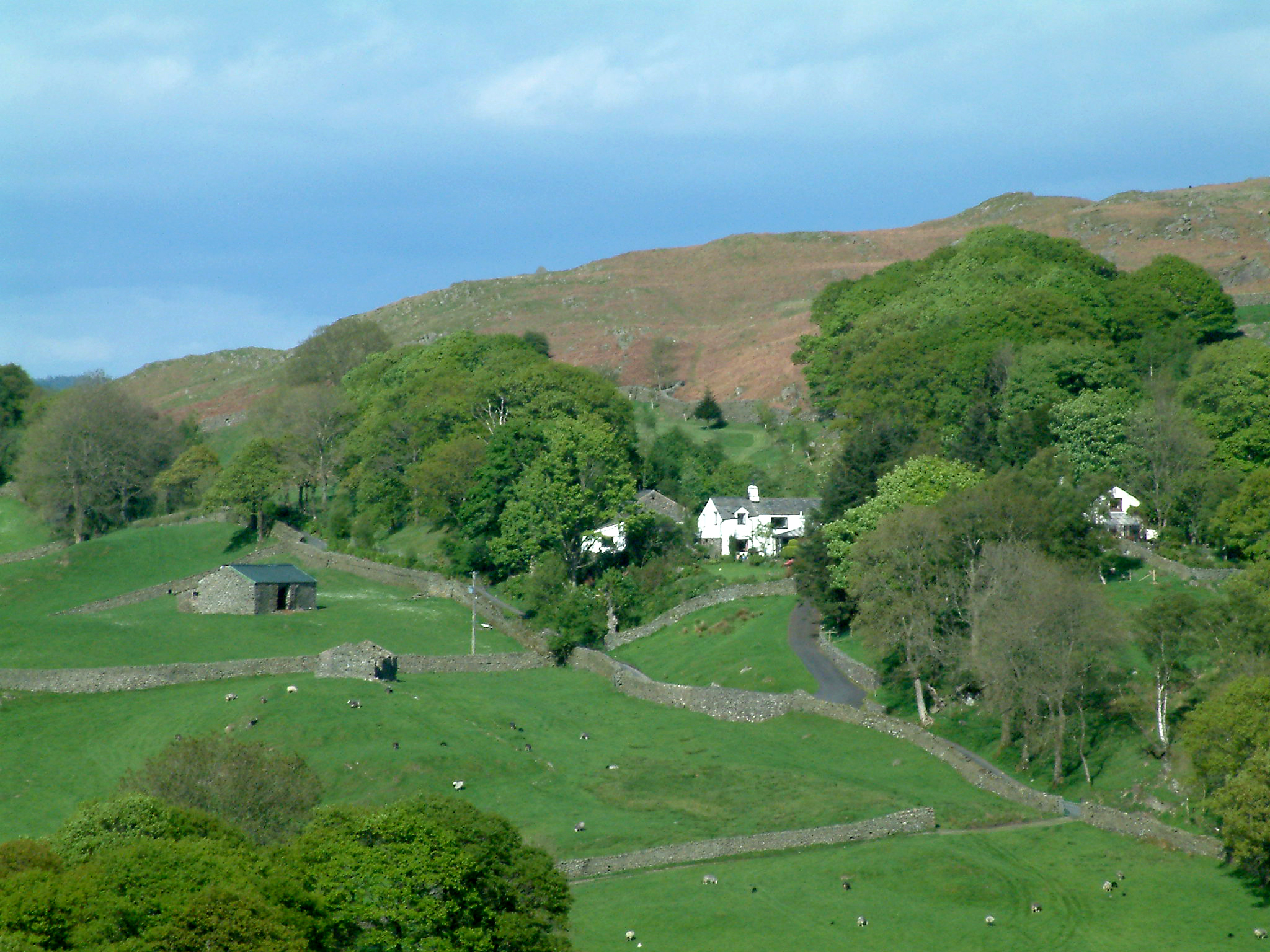
典型的な湖水地方の風景。ヒツジの放牧と石垣、山をバックにした白い家が見える。
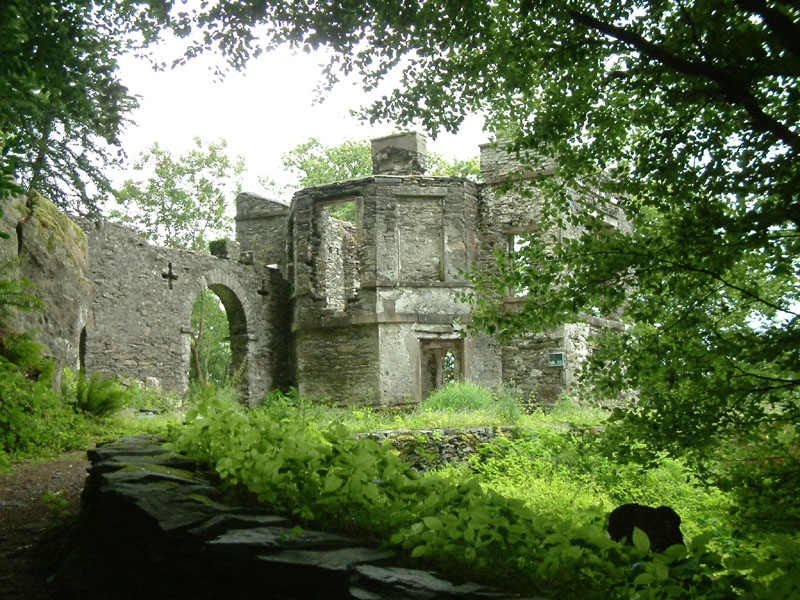
ウィンダミア西岸にある城跡。

## 世界遺産
湖水地方は第11回世界遺産委員会（1987年）で複合遺産として審議されたときには見送られ、文化遺産として推薦された第14回世界遺産委員会（1990年）では、適用する基準などをめぐって委員会審議がまとまらずに見送られた。2017年の第41回世界遺産委員会では、新たに文化的景観（世界遺産上の分類としては1992年に採用）として推薦され、登録された。

### 登録基準
この世界遺産は世界遺産登録基準のうち、以下の条件を満たし、登録された（以下の基準は世界遺産センター公表の登録基準からの翻訳、引用である）。
- (2) ある期間を通じてまたはある文化圏において、建築、技術、記念碑的芸術、都市計画、景観デザインの発展に関し、人類の価値の重要な交流を示すもの。
- (5) ある文化（または複数の文化）を代表する伝統的集落、あるいは陸上ないし海上利用の際立った例。もしくは特に不可逆的な変化の中で存続が危ぶまれている人と環境の関わりあいの際立った例。
- (6) 顕著で普遍的な意義を有する出来事、現存する伝統、思想、信仰または芸術的、文学的作品と直接にまたは明白に関連するもの（この基準は他の基準と組み合わせて用いるのが望ましいと世界遺産委員会は考えている）。

## アクセス

### 鉄道・フェリー
ロンドンからはスコットランドまで向かう幹線路線、ウェスト・コースト本線（West Coast Main Line）を利用する。途中のオクセンホルム・レイク・ディストリクト鉄道駅（Oxenholme Lake District railway station）から湖水地方南部にあるウィンダミア（Windermere）まで伸びる支線が分岐している。
また、ウェストコースト本線でさらに北（スコットランド方向）に進むと、湖水地方よりやや北にあるカーライル鉄道駅（Carlisle Railway Station）を経由する。この駅から分岐するカンブリアン・コースト線（Cumbrian Coast Line）は湖水地方を西海岸沿いを走る。ただし、湖の点在する高原地帯は経由せず、そこへ行きたい場合は駅から別の交通機関を利用する必要がある。
西海岸のレーブングラス鉄道駅（Ravenglass Railway Station）からはレーブングラス・アンド・エスクデール鉄道（Ravenglass and Eskdale Railway）という軌間381mm（15インチ）の保存鉄道が走っている。また、別の保存鉄道Lakeside and Haverthwaite Railwayがウィンダミアから出ており、これに乗るとフェリーターミナルまで行くことが出来る。
ウィンダミアには船自身は動力を持たずにケーブルを動力源とする「ケーブルフェリー」（ケーブルカーのフェリー版のようなもの）が存在し、頻繁に運転されている。このほかにもいくつかの湖ではフェリーが運転されている。

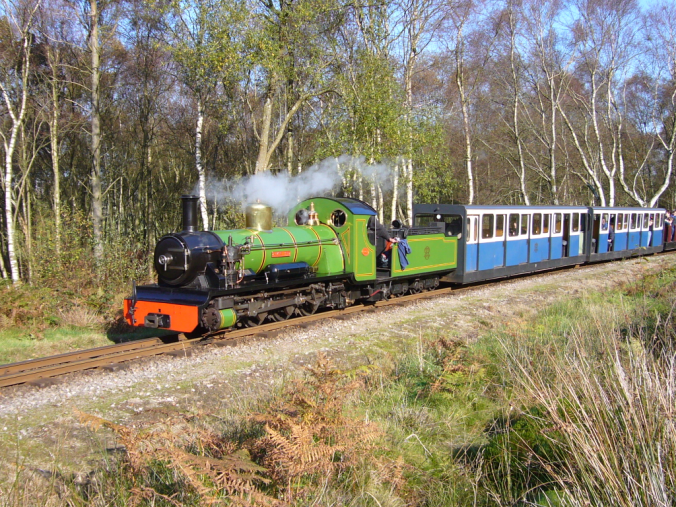
レーブングラスの保存鉄道
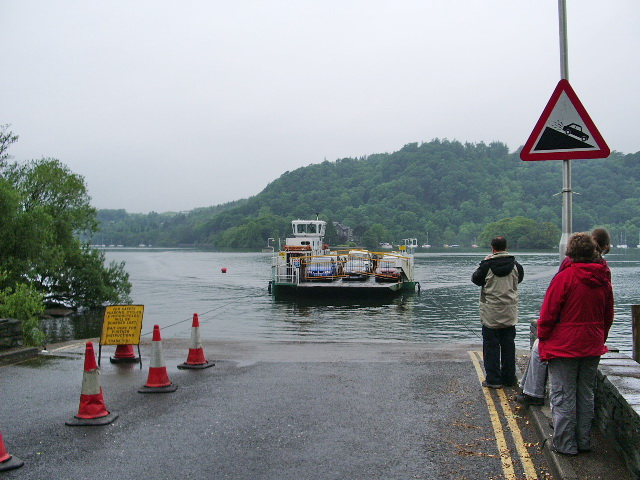
ウィンダミアのケーブルフェリー

## 主要都市
- ウィンダミア - 湖水地方の玄関口
- ニア・ソーリー - 作家ビアトリクス・ポターが半生を過ごした
- ホークスヘッド
- アンブルサイド - 詩人ワーズワースが晩年過ごした
- グラーズミア - 「グラスミア」とも
- ケズィック - 「ケジック」、「ケズウィック」とも

## 湖水地方を舞台とした作品
- アーサー・ランサム 『ツバメ号とアマゾン号』 海洋冒険小説
- ビアトリクス・ポター 『ピーターラビット』シリーズ
- ジェイムズ・リーバンクス 『羊飼いの想い：イギリス湖水地方のこれまでとこれから』
- 田中ロミオ 『人類は衰退しました』アニメ版の背景は湖水地方の風景などを参考にしている。